# Список фільмів за коміксами Marvel
Список ігрових і анімаційних фільмів, заснованих на коміксах Marvel Comics.

## Кіно
| Рік  | Назва                                             | Студія                                           |
| ---- | ------------------------------------------------- | ------------------------------------------------ |
| 1944 | Капітан Америка                                   | Republic Pictures                                |
| 1973 | Три велетенські людини                            | Republic Pictures                                |
| 1977 | Дивовижна людина-павук                            | Charles Fries Productions                        |
| 1977 | Неймовірний Халк                                  | New World Television / Bixby-Brandon Productions |
| 1978 | Доктор Стрендж                                    | Universal Studios Home Entertainment             |
| 1978 | Неймовірний Халк: Смерть в сім'ї                  | New World Television / Bixby-Brandon Productions |
| 1978 | Людина-павук: Знову в бою                         | Charles Fries Productions                        |
| 1978 | Неймовірний Халк: Одруження                       | New World Television / Bixby-Brandon Productions |
| 1979 | Капітан Америка                                   | Universal TV                                     |
| 1979 | Людина-павук: Виклик Дракону                      | Charles Fries Productions                        |
| 1979 | Капітан Америка 2                                 | Universal TV                                     |
| 1985 | Руда Соня                                         | MGM / United Artists                             |
| 1986 | Говард-качка                                      | Universal Pictures                               |
| 1988 | Повернення Неймовірного Халка                     | New World Television / Bixby-Brandon Productions |
| 1989 | Каратель                                          | New World Pictures                               |
| 1989 | Суд Неймовірного Халка                            | New World Television / Bixby-Brandon Productions |
| 1990 | Капітан Америка                                   | 21st Century Film Corporation                    |
| 1990 | Смерть Неймовірного Халка                         | New World Television / Bixby-Brandon Productions |
| 1994 | Фантастична четвірка                              | New Horizons                                     |
| 1996 | Покоління Ікс                                     | 20th Century Fox / Marvel Studios                |
| 1998 | Блейд                                             | New Line Cinema / Marvel Studios                 |
| 1998 | Нік Ф'юрі: Агент Щ.И.Т.а                          | 20th Century Fox Television                      |
| 2000 | Люди Ікс                                          | 20th Century Fox / Marvel Studios                |
| 2002 | Блейд ІІ                                          | New Line Cinema / Marvel Studios                 |
| 2002 | Людина-павук                                      | Columbia Pictures / Marvel Studios               |
| 2003 | Шибайголова                                       | 20th Century Fox / Marvel Studios                |
| 2003 | Люди Ікс 2                                        | 20th Century Fox / Marvel Studios                |
| 2003 | Халк                                              | Universal Pictures / Marvel Studios              |
| 2004 | Каратель                                          | Lions Gate Entertainment / Marvel Studios        |
| 2004 | Людина-павук 2                                    | Columbia Pictures / Marvel Studios               |
| 2004 | Блейд: Трійця                                     | New Line Cinema / Marvel Studios                 |
| 2005 | Електра                                           | 20th Century Fox / Marvel Studios                |
| 2005 | Лісовик                                           | Lions Gate Entertainment                         |
| 2005 | Фантастична четвірка                              | 20th Century Fox / Marvel Studios                |
| 2006 | Люди Ікс: Остання битва                           | 20th Century Fox / Marvel Studios                |
| 2007 | Примарний вершник                                 | Columbia Pictures / Marvel Studios               |
| 2007 | Людина-павук 3: Ворог у тіні                      | Columbia Pictures / Marvel Studios               |
| 2007 | Фантастична четвірка: Вторгнення Срібного серфера | 20th Century Fox / Marvel Studios                |
| 2008 | Залізна людина                                    | Marvel Studios                                   |
| 2008 | Неймовірний Халк                                  | Marvel Studios                                   |
| 2008 | Каратель 2                                        | Lions Gate Entertainment / Marvel Studios        |
| 2009 | Люди-X: Росомаха                                  | 20th Century Fox / Marvel Studios                |
| 2010 | Залізна людина 2                                  | Marvel Studios                                   |
| 2011 | Тор                                               | Marvel Studios                                   |
| 2011 | Люди Ікс: Перший клас                             | 20th Century Fox / Marvel Studios                |
| 2011 | Перший месник                                     | Marvel Studios                                   |
| 2012 | Примарний вершник 2                               | Columbia Pictures / Marvel Studios               |
| 2012 | Месники                                           | Marvel Studios                                   |
| 2012 | Нова Людина-павук                                 | Columbia Pictures / Marvel Studios               |
| 2013 | Залізна людина 3                                  | Marvel Studios                                   |
| 2013 | Росомаха                                          | 20th Century Fox / Marvel Studios                |
| 2013 | Тор 2: Царство темряви                            | Marvel Studios                                   |
| 2014 | Перший месник: Друга війна                        | Marvel Studios                                   |
| 2014 | Нова Людина-павук 2. Висока напруга               | Columbia Pictures / Marvel Studios               |
| 2014 | Люди Ікс: Дні минулого майбутнього                | 20th Century Fox / Marvel Studios                |
| 2014 | Вартові Галактики                                 | Marvel Studios                                   |
| 2015 | Месники: Ера Альтрона                             | Marvel Studios                                   |
| 2015 | Людина-мураха                                     | Marvel Studios                                   |
| 2015 | Фантастична четвірка                              | 20th Century Fox / Marvel Studios                |
| 2016 | Дедпул                                            | 20th Century Fox / Marvel Studios                |
| 2016 | Перший месник: Протистояння                       | Marvel Studios                                   |
| 2016 | Люди Ікс: Апокаліпсис                             | 20th Century Fox / Marvel Studios                |
| 2016 | Доктор Стрендж                                    | Marvel Studios                                   |
| 2017 | Лоґан: Росомаха                                   | 20th Century Fox / Marvel Studios                |
| 2017 | Вартові галактики 2                               | Marvel Studios                                   |
| 2017 | Людина-павук: Повернення додому                   | Marvel Studios / Columbia Pictures               |
| 2017 | Тор 3: Раґнарок                                   | Marvel Studios                                   |
| 2018 | Чорна Пантера                                     | Marvel Studios                                   |
| 2018 | Месники: Війна нескінченності                     | Marvel Studios                                   |
| 2018 | Дедпул 2                                          | 20th Century Fox                                 |
| 2018 | Людина-мураха і Оса                               | Marvel Studios                                   |
| 2018 | Веном                                             | Sony Pictures Entertainment                      |
| 2019 | Капітан Марвел                                    | Marvel Studios                                   |
| 2019 | Месники:Завершення                                | Marvel Studios                                   |
| 2019 | Люди Ікс: Темний Фенікс                           | 20th Century Fox                                 |
| 2019 | Людина-павук: Далеко від дому                     | Marvel Studios / Columbia Pictures               |
| 2020 | Нові мутанти                                      | 20th Century Fox                                 |
| 2021 | Чорна вдова                                       | Marvel Studios                                   |
| 2021 | Веном 2                                           | Columbia Pictures                                |
| 2021 | Шанґ-Чі та Легенда Десяти Кілець                  | Marvel Studios                                   |
| 2021 | Вічні                                             | Marvel Studios                                   |
| 2021 | Людина-павук: Нема шляху додому                   | Marvel Studios / Columbia Pictures               |
| 2022 | Доктор Стрендж у мультивсесвіті божевілля         | Marvel Studios                                   |
| 2022 | Морбіус                                           | Columbia Pictures                                |

### Анонсовані
| Рік  | Назва                             | Студія            |
| ---- | --------------------------------- | ----------------- |
| 2022 | Тор: Кохання та грім              | Marvel Studios    |
| 2022 | Чорна пантера: Ваканда назавжди   | Marvel Studios    |
| 2023 | Марвели                           | Marvel Studios    |
| 2023 | Крейвен-мисливець                 | Columbia Pictures |
| 2023 | Вартові галактики 3               | Marvel Studios    |
| 2023 | Людина-мураха та Оса: Квантоманія | Marvel Studios    |
| 2023 | Блейд: Вбивця вампірів            | Marvel Studios    |
| TBA  | Руда Соня                         | TBA               |
| TBA  | Дедпул 3                          | Marvel Studios    |
| TBA  | Фантастична четвірка              | Marvel Studios    |
| TBA  | Капітан Америка 4                 | Marvel Studios    |

### ІмпринтMarvel Icon Comics
| Рік  | Назва                      | Студія                   | Примітка                                     |
| ---- | -------------------------- | ------------------------ | -------------------------------------------- |
| 1997 | Люди в чорному             | Columbia Pictures        |                                              |
| 2002 | Люди в чорному 2           | Columbia Pictures        |                                              |
| 2012 | Люди в чорному 3           | Columbia Pictures        |                                              |
| 2010 | Пипець                     | Lions Gate Entertainment | Дистрибуція за межами США Universal Pictures |
| 2013 | Пипець 2                   | Lions Gate Entertainment | Дистрибуція за межами США Universal Pictures |
| 2015 | Kingsman: Таємна служба    | 20th Century Fox         |                                              |
| 2017 | Кінгсман: Золоте кільце    | 20th Century Fox         |                                              |
| 2019 | Люди в чорному: Інтернешнл | Columbia Pictures        | Спін-оф трилогії «Люди в чорному»            |
| 2021 | Кінгс Мен                  | 20th Century Fox         |                                              |

### Marvel One-Shots
| Дата виходу     | Назва                                              | Українська назва                             |
| --------------- | -------------------------------------------------- | -------------------------------------------- |
| 13 вересня 2011 | Consultant                                         | Консультант                                  |
| 13 вересня 2011 | A Funny Thing Happened on the Way to Thor’s Hammer | Цікава штука сталась на шляху до молота Тора |
| 25 вересня 2012 | Item 47                                            | Зразок 47                                    |
| 27 серпня 2013  | Agent Carter                                       | Агент Картер                                 |
| 4 лютого 2014   | All Hail the King                                  | Хай живе король!                             |
| 23 липня 2016   | Team Thor                                          | Команда Тора                                 |
| 28 лютого 2017  | Team Thor: Part 2                                  | Команда Тора: Частина 2                      |
| 3 березня 2017  | No Good Deed                                       | Ніяких добрих справ                          |
| 20 лютого 2018  | Team Darryl                                        | Команда Дерелла                              |
| 1 жовтня 2019   | Peter's To-Do List                                 | Список справ Пітера                          |

## Анімаційні фільми
| Рік  | Назва                                               |
| ---- | --------------------------------------------------- |
| 2006 | Незламні месники                                    |
| 2006 | Незламні месники 2                                  |
| 2007 | Незламна Залізна людина                             |
| 2007 | Доктор Стрендж                                      |
| 2008 | Нові Месники: Герої завтрашнього дня                |
| 2009 | Халк проти                                          |
| 2010 | Планета Халка                                       |
| 2011 | Тор: Сказання Асгарда                               |
| 2013 | Залізна людина і Халк: Союз героїв                  |
| 2013 | Залізна людина: Повстання Технозлодія               |
| 2014 | Супер шістка                                        |
| 2014 | Залізна людина і Капітан Америка: Союз героїв       |
| 2014 | Секретні матеріали Месників: Чорна Вдова і Каратель |
| 2015 | Пригоди супергероїв: Морозний бій                   |
| 2016 | Халк: Де живуть чудовиська                          |
| 2018 | Людина-павук: Навколо всесвіту                      |
| 2023 | Людина-павук: Навколо всесвіту 2                    |

## Мультсеріали
| Рік       | Назва                                          | Примітка |
| --------- | ---------------------------------------------- | --- |
| 1966      | Супергерої Марвел                              | Включає в себе мультсеріали: «Капітан Америка», «Могутній Тор», «Неймовірний Халк», «Непереможна Залізна людина», «Немор: Принц Атлантиди» по 13 епізодів кожний |
| 1967-1968 | Фантастична четвірка                           | 20 епізодів |
| 1967-70   | Людина-павук                                   | 52 епізодів |
| 1978      | Фантастична четвірка                           | 13 епізодів |
| 1979      | Фред і Барні зустрічають Істоту                | Телевізійний блок, що включає два блоки: Істота (13 епізодів) і Фред і Барні (7 епізодів)                                                                        |
| 1979-80   | Жінка-павук                                    | 16 епізодів |
| 1981-82   | Людина-павук                                   | 26 епізодів |
| 1981-83   | Людина-павук і його дивовижні друзі            | 24 епізоди |
| 1982-83   | Неймовірний Халк                               | 13 епізодів |
| 1992-97   | Люди Ікс                                       | 76 епізодів |
| 1994-96   | Залізна людина                                 | 26 епізодів |
| 1994-96   | Фантастична четвірка                           | 26 епізодів |
| 1994-98   | Людина-павук                                   | 65 епізодів |
| 1996-97   | Неймовірний Халк                               | 21 епізод |
| 1998      | Срібний Серфер                                 | 13 епізодів |
| 1999      | Месники: Завжди разом                          | 13 епізодів |
| 1999-01   | Непереможна Людина-павук                       | 13 епізодів |
| 2000-03   | Люди Ікс: Еволюція                             | 52 епізоди |
| 2003      | Нова Людина-павук                              | 13 епізодів |
| 2006      | Фантастична четвірка: Найвеличніші герої світу | 26 епізодів |
| 2008-09   | Грандіозна Людина-павук                        | 26 епізодів |
| 2008-09   | Росомаха і Люди Ікс                            | 26 епізодів |
| 2009-11   | Загін супергероїв                              | 52 епізоди |
| 2009-12   | Залізна людина: Пригоди в броні                | 52 епізоди |
| 2010-11   | Marvel Anime                                   | Включає в себе мультсеріали: «Залізна людина», «Блейд», «Люди Ікс», «Росомаха» по 12 епізодів кожний                                                             |
| 2010-12   | Месники. Найвеличніші герої Землі              | 52 епізодів |
| 2012-     | Досконала Людина павук                         | Транслюється |
| 2013-     | Месники, загальний збір!                       | Транслюється |
| 2013-     | Халк і агенти У.Д.А.Р.                         | Транслюється |
| 2014-     | Дискові Війни: Месники (аніме)                 | Транслюється |